# Maksim Mrvica
Maksim Mrvica (phát âm tiếng Serbia-Croatia: [mâksim mr̩̂ʋitsa]; sinh ngày 3 tháng 5 năm 1975) là một nhạc công piano Croatia. Anh chơi nhạc cổ điển giao thoa.

## Tiểu sử
Mrvica sinh ra tại Šibenik, Croatia. Maksim đã học chơi đàn piano từ khi lên 9 với thầy Marija Sekso và đã công diễn đầu tiên trong cùng một năm. Chỉ ba năm sau đó, cậu đã trình diễn buổi hòa nhạc đầu tiên với bản Piano Concerto trong điệu C trưởng của Haydn. Khi chiến tranh nổ ra vào năm 1991, cả Mrvica và giáo sư của cậu đã xác định rằng điều này sẽ không làm gián đoạn nghiên cứu âm nhạc của họ. Mặc dù chiến tranh và bất ổn diễn ra xung quanh, Mrvica tham dự, và đã giành chiến thắng, trong cuộc thi lớn đầu tiên của mình trong Zagreb vào năm 1993.
Mrvica tiếp tục theo học tại Học viện Âm nhạc ở Zagreb, nơi anh đã trải qua năm năm theo học Giáo sư Vladimir Krpan, vị giáo sư này là người học trò của Arturo Benedetti Michelangeli. Sau đó ông đã trải qua một năm tại Viện Franz Liszt viện trong Budapest và trong năm này anh đã giành được giải thưởng đầu tiên tại cuộc thi piano quốc tế Nikolai Rubinstein.

## Danh sách đĩa nhạc

### Album
- 1999 – Gestures (Lisinski Studios)
- 2003 – The Piano Player (EMI)
- 2004 – Variations Part I & II (EMI)
- 2005 – A New World (EMI)
- 2006 – Electrik (EMI)
- 2007 – Pure (MBO)
- 2008 – Pure II (MBO)
- 2008 – Greatest Maksim (EMI)
- 2010 – Appassionata (Universal)
- 2012 – The Movies (Universal)
- 2014 – Mezzo E Mezzo (Universal)
- 2015 – Croatian Rhapsody (Universal)
- 2018 – New Silk Road (EMI)